# Ilona Kickbusch
Ilona Kickbusch (* 27. August 1948 München) ist eine deutsche Politikwissenschaftlerin. Sie ist seit 2008 Leiterin des globalen Gesundheitsprogramms (Global Health Program/Programme de santé mondiale) am Hochschulinstitut für internationale Studien und Entwicklung (Institut de hautes études internationales et du développement, IHEID) in Genf.

## Ausbildung
Ilona Kickbusch wuchs in München, später in Chennai im indischen Bundesstaat Tamil Nadu auf, wo ihr Vater als Diplomat arbeitete. Sie schloss ihr Studium an der Universität Konstanz ab und wurde 1981 in Politikwissenschaft promoviert. Während ihres Aufbaustudiums wurde sie durch ein Stipendium der Friedrich-Ebert-Stiftung unterstützt.

## Laufbahn
Ilona Kickbusch trug zu den ersten akademischen Studien über verbraucherorientierte Gesundheitsfürsorge, Frauengesundheit und Selbsthilfebewegungen bei. Nach ihrem Beitritt in die Weltgesundheitsorganisation 1981 wurde sie ausgewählt, das globale Gesundheitsförderungsprogramm zu leiten und bekleidete bis 1998 mehrere hochrangige regionale, nationale und internationale Positionen innerhalb der WHO. Sie gestaltete federführend die Ottawa-Charta zur Gesundheitsförderung (1986), ein grundlegendes Dokument auf dem Gebiet der öffentlichen Gesundheit, und die Weltkonferenz zur Gesundheitsförderung, die auf die Alma-Ata-Deklaration folgte. Sie initiierte auch die erste vergleichende WHO-Studie zur Frauengesundheit in Europa, Women's Health Counts.
Zwischen 1998 und 2004 leitete sie das neu eingerichtete Global Health Program an der Yale School of Public Health der Yale University. Nach ihrer Rückkehr nach Europa im Jahr 2005 wurde sie zur Präsidentin des World Demographic & Aging Forum in St. Gallen ernannt, 2008 Direktorin des globalen Gesundheitsprogramms am IHEID, sowie 2009 Präsidentin von Global Health Europe.
1999 war Kickbusch Kandidatin der Bundesregierung für die Position des Regionaldirektors der WHO Europa; die Position ging stattdessen an Marc Danzon.
Dann war sie in der Geschäftsleitung der Careum-Stiftung in Zürich tätig, seit 2008 als Stiftungsrätin. Sie unterrichtet regelmäßig an mehreren Hochschulen, darunter die Universität St. Gallen (HSG).
2017 leitete Kickbusch gemeinsam mit David L. Heymann vom Chatham House eine Gesundheitskrisensimulation beim Treffen der G 20-Gesundheitsminister in Berlin. 2018 wurde sie von WHO-Generaldirektor Tedros Adhanom zum Mitglied der Independent High-level Commission on non-communicable diseases (NDCs) ernannt, deren Kovorsitz Präsident Tabaré Vázquez von Uruguay innehatte, Präsident Maithripala Sirisena von Sri Lanka, Präsident Sauli Niinistö von Finnland, Weronika Skworzowa, Gesundheitsministerin der Russischen Föderation; und Sania Nishtar, ehemalige Bundesministerin von Pakistan. Ebenfalls seit 2018 ist sie Mitglied des Global Preparedness Monitoring Board (GPMB) der Weltbank und der WHO unter dem gemeinsamen Vorsitz von Elhadj As Sy, Generalsekretär des IFRC und Gro Harlem Brundtland.

## Forschungs- und Gesundheitspolitik
Ilona Kickbusch ist als Beraterin sowohl in der Privatwirtschaft, als auch bei Organisationen und Regierungsbehörden tätig und Mitglied zahlreicher Beiräte auf nationaler, europäischer und internationaler Ebene im Bereich Gesundheitspolitik und -strategien. Sie hat in diesen Bereichen umfangreich publiziert und erhielt im Laufe ihrer Karriere zahlreiche Auszeichnungen für ihre Beiträge. Als Führungskraft im Bereich der öffentlichen Gesundheit setzt sie auf globale Verantwortung, Leistungsfähigkeit und den Health in All Policies-Ansatz (HiAP).

### Gesundheitsförderung – Gesundheitsgesellschaft
Ilona Kickbusch machte Karriere in der Weltgesundheitsorganisation, sowohl regional, national, als auch international. Sie nahm auch an der Ausarbeitung der Bangkok-Charta für Gesundheitsförderung in einer globalisierten Welt im Jahr 2005 teil und war 2011 Mitglied der Beratergruppe der Weltkonferenz über soziale Determinanten der Gesundheit.
Sie gründete die Zeitschrift Health Promotion International bei Oxford University Press, wo sie bis heute den Vorsitz der Redaktion innehat.
Sie beteiligt sich an der Entwicklung von Umsetzungsstrategien (zum Beispiel durch Mitgestaltung des schweizerischen Gesetzes zur Gesundheitsförderung und Krankheitsvorbeugung) und an der Entwicklung der theoretischen Grundlagen für die Gesundheitsförderung. In diesem Bereich entwickelte sie das Konzept der „Gesundheitsgesellschaft“ und untersuchte die Zusammenhänge zwischen Gesundheit und moderner Welt sowie innovative Ansätze zur Gesundheitssteuerung auf nationaler und internationaler Ebene. Sie war die Hauptautorin von White Papers zu „The challenges of addiction“ (Die Herausforderungen der Sucht) und „The food system: a prism of present and future challenges for health promotion and sustainable development“ (Das Nahrungsmittelsystem: Ein Prisma gegenwärtiger und zukünftiger Herausforderungen für Gesundheitsförderung und nachhaltige Entwicklung). Sie schrieb ein Glossar zum Thema „Learning for well-being“.

### Health in All Policies – Governance für Gesundheit – Gesundheitsinnovationen
Auf Einladung des Premierministers von Südaustralien wurde sie 2007 zum „Thinker in Residence“ in Adelaide für die Sektion „Gesunde Gesellschaften“ ernannt. Während ihres Aufenthalts entwickelte sie einen Health Lens-Ansatz für das Konzept des Health in All Policies, der anschließend in Südaustralien umgesetzt wurde. Sie hat zahlreiche Bücher veröffentlicht und war in beratender Funktion für Health in All Policies tätig und gehört in diesem Bereich zu den weltweit führenden. Sie ist weiterhin an vielen praktischen Projekten im Zusammenhang mit Health in All Policies beteiligt.
Sie führte für das Europäische Regionalbüro der WHO eine Studie zum Thema „Governance für die Gesundheit“ durch, eine der Schlüsselstudien, auf denen die neue europäische Gesundheitspolitik basiert: „Gesundheit 2020“. Sie beteiligte sich an der Planung für die Globale Konferenz zur Gesundheitsförderung 2013, deren Hauptthema Health in All Policies war und die sich auch mit der Erforschung sozialer Determinanten von Gesundheit befasste.

### Der Setting-Ansatz – Demographie und Gender
Ilona Kickbusch entwickelte den Setting-Ansatz in der Gesundheitsförderung und Programme wie Gesunde Städte, Gesundheitsfördernde Schulen und Krankenhäuser, gesunde Arbeitsplätze und Gesundheit in Gefängnissen. Viele dieser Netzwerke sind inzwischen international und scheinen ein nachhaltiger Ansatz für Maßnahmen im Bereich der öffentlichen Gesundheit zu sein. Sie initiierte auch die Studie über das Verhalten von Kindern im schulpflichtigen Alter und deren Beziehung zur Gesundheit: die Studie über das Gesundheitsverhalten von Kindern im schulpflichtigen Alter, die seitdem als Maßstab für die Messung der Gesundheit von Kindern und Jugendlichen anerkannt ist.
Am WHO-Hauptsitz gründete sie das Programm für gesundes Altern und ist in diesem Bereich weiterhin als Vorsitzende des multidisziplinären World Demographic & Aging Forums in St. Gallen aktiv.
Darüber hinaus hat sie zur Stärkung der Rolle von Frauen im Gesundheitsbereich beigetragen und die erste vergleichende Studie der WHO zur Frauengesundheit in Europa initiiert: Women’s Health Counts.

### Health Literacy/Gesundheitskompetenz
Ilona Kickbusch ist eine Pionierin bei der Entwicklung des Konzepts der Gesundheitskompetenz und seiner Stärkung durch Forschung und Programme. Auf Initiative der EU wurde 2011 die erste Europäische Umfrage zur Gesundheitskompetenz erstellt und deren Ergebnisse vorgestellt (die zweite aus 2019 wird 2020 präsentiert). Sie setzt sich für die Bürgerbeteiligung im Gesundheitswesen ein und hat zur Schaffung des neuen Europäischen Netzwerks zur Stärkung der Patienten (European Network on Patient Empowerment – ENOPE) beigetragen. Die Allianzen für Gesundheitskompetenz in der Schweiz und in Südaustralien wurden ebenfalls auf Grundlage ihrer Vorschläge geschaffen. Sie verfasste ein Handbuch zur Gesundheitskompetenz in deutscher Sprache sowie eine Leitpublikation für die WHO.
„Die im Juni 2017 durch den Bundesgesundheitsminister Hermann Gröhe ins Leben gerufene 'Allianz für Gesundheitskompetenz' hat sich einer Gemeinsamen Erklärung verpflichtet, Maßnahmen zur Verbesserung des Gesundheitswissens zu entwickeln und umzusetzen. De wichtigsten Handlungsfelder sind die Verbesserung der Gesundheitsbildung, gute Gesundheitsinformationen und Entscheidungshilfen, vor allem auch im Internet sowie mehr Verständlichkeit im Arzt-Patienten-Gespräch, aber auch in allen anderen Gesundheitsberufen.“ Am „Nationalen Aktionsplan Gesundheitskompetenz“, einem wissenschaftlichen Leitfaden zur Stärkung der Gesundheitskompetenz in Deutschland, der am 19. Februar 2018 vorgestellt wurde, hat Ilona Kickbusch im Expertenbeirat mitgewirkt.

### Global Health Governance
Während ihrer Jahre an der Yale University leitete sie die Abteilung für globale Gesundheit, eines der ersten Programme dieser Art. Sie war Leiterin eines Fulbright-Programms mit dem Titel Health in a Borderless World. (Gesundheit in einer grenzenlosen Welt). Ilona Kickbusch gilt als eine der Vordenkerinnen in diesem Bereich, da sie einen wesentlichen Beitrag zur globalen Gesundheitsverwaltung bei der WHO und in Projekten wie der Schaffung eines C-Komitees bei der World Health Assembly leistete.
Sie hat auch an der globalen Gesundheitspolitik der Europäischen Union sowie an der schweizerischen Gesundheitspolitik mitgewirkt. Sie bildete auch den Think Tank Global Health Europe mit dem Ziel, den Platz Europas in der globalen Gesundheit zu stärken.

### Diplomatie in der globalen Gesundheit
Ilona Kickbusch ist eine Pionierin der globalen Gesundheitsdiplomatie und hat mit Unterstützung der Rockefeller Foundation einen Ansatz für die Weiterbildung von Führungskräften entwickelt. Das Training für innovative Kurse findet regelmäßig in Genf statt und wurde auch in Zusammenarbeit mit lokalen Partnern in China, Indonesien, Kenia, den USA und Kanada durchgeführt. Sie hat zu diesem Thema zahlreiche Publikationen verfasst, darunter ein Lehrbuch sowie das umfassendere Thema der globalen Gesundheits- und Außenpolitik. Sie ist Mitglied zahlreicher Netzwerke, darunter des Global Health Diplomacy Network (GHD-NET).
Gegenwärtig ist sie Herausgeberin der Buchreihe „Global Health Diplomacy“ bei Tom Novotny, herausgegeben von World Scientific.

## Weitere Aktivitäten

### Regierungsorganisationen
- Bundesministerium für Gesundheit, Vorsitzende des „Internationalen Beratergremiums zur globalen Gesundheitspolitik“ (2017–2019)

### Non-Profit-Organisationen
- UHC2030, Ko-Vorsitzender des Lenkungsausschusses (seit 2018)[13]
- German Health Partnership (GHP), Mitglied des Beirats (seit 2017)[14]
- Guttmacher-Lancet, Mitglied der Commission on Sexual and Reproductive Health and Rights in the Post-2015 World (seit 2016)[15]
- International Panel on Social Progress (IPSP), Mitglied des Scientific Council (seit 2015)[16]
- Deutsche Akademie der Naturforscher Leopoldina, Mitglied der Arbeitsgruppe Public Health (2015)[17]
- Centre Virchow-Villermé, Mitglied des International Advisory Board[18]
- Deutsches Netz Gesundheitsfördernder Krankenhäuser und Gesundheitseinrichtungen, Mitglied des Beirats[19]
- World Health Summit, Ratsvorsitzende[20]
- Health Literacy in Childhood and Adolescence (HLCA) Consortium, Mitglied des Scientific Advisory Board[21]
- Women in Global Health, Mitglied
- American Association for the Advancement of Science (AAAS), Mitglied[22]
- Deutsche Gesellschaft für Soziologie (DSG), Mitglied[23]

## Ehrungen und Auszeichnungen
- CYWHS Oration, Adelaide, Australien
- Ehrendoktorwürde der Nordic School of Public Health, Göteborg, Schweden
- Leavell Lecture, verliehen von der World Federation of Public Health Associations
- Aventis Pasteur International Award, verliehen von der Canadian Public Health Association in Anerkennung des Beitrags für die internationalen Gesundheit
- Andrija-Stampar-Preis und Medaille für herausragende Verdienste um die öffentliche Gesundheit, verliehen vom Verband der Schulen für öffentliche Gesundheit in der Europäischen Region (ASPHER) (2001)
- Die Salomon-Neumann-Medaille für einen wichtigen Beitrag in der Sozialmedizin, verliehen von der Deutschen Gesellschaft für Sozialmedizin (2002)
- Die von der Provinz Wien in Österreich verliehene Verdienstgoldmedaille für einen besonderen Beitrag zur Gesundheit der Wiener Bürger
- Kandidat der Bundesregierung für das Amt des Regionaldirektors der WHO Europa
- Queen Elizabeth the Queen Mother Lecture, Medizinische Fakultät, Vereinigtes Königreich
- Ehrenmitglied der Fakultät für Public Health Medicine, Vereinigtes Königreich
- VicHealth Award, verliehen von der Victorian Health Promotion Foundation, Melbourne, Australien, für außergewöhnliche Zusammenarbeit in der Gesundheitsförderung
- „Fellowship“ der Friedrich-Ebert-Stiftung für ihr Doktorat
- Ehrendoktor der Universität Girona (2015)
- Verdienstorden der Bundesrepublik Deutschland (2016)

## Veröffentlichungen

### Bücher
- mit Alf Trojan (Hrsg.): Gemeinsam sind wir stärker, Selbsthilfegruppen und Gesundheitssicherung. Frankfurt, Fischer Alternativ, 1981.
- mit Stephen Hatch (Hrsg.): Self-help and Health in Europe: New Approaches in Health Care. Introduction : ‘A Reorientation of Health Care’, und Fazit : ‘Making a Place for Self-help’ (beide m. Stephen Hatch). Kopenhagen: WHO Regional Office for Europe, 1983
- mit Barbara Riedmüller (Hrsg.): Die arme Frauen, Frauen im Wohlfahrtsstaat, Sammelband mit internationalen Beiträgen. Introduction (mit B. Riedmüller): Theoretische Perspektiven einer Sozialpolitikanalyse und Familie als Beruf – Beruf als Familie: Der segregierte Arbeitsmarkt und die Familialisierung der weiblichen Arbeit, Frankfurt: Suhrkamp, 1984, S. 7–13 bzw. 163–178.
- Die Familialisierung der weiblichen Arbeit: Zur strukturellen Ähnlichkeit zwischen bezahlter und unbezahlter Frauenarbeit. Konstanz, 1987.
- mit Robert Anderson, John K. Davies, David V. McQueen und Jill Turner (Hrsg.): Health Behaviour Research and Health Promotion. Oxford: Oxford University Press, 1988.
- Good Planets are Hard to Find, WHO Healthy Cities Paper No. 5. Kopenhagen, 1989.
- mit Bernhard Badura (Hrsg.): Health Promotion Research: Towards a New Social Epidemiology, European Series No. 37. Kopenhagen: WHO Regional Office for Europe, 1991.
- mit Kari Hartwig und Justin List (Hrsg.): Globalization, Women, and Health in the 21st Century. New York: Palgrave Macmillan, 2005.
- mit Raimund Geene und Anja Halkow (Hrsg.): Prävention und Gesundheitsförderung – eine soziale und politische Aufgabe. Berlin: Gesundheit Berlin, 2005.
- mit David McQueen, Louise Potvin, Jürgen Pelikan, Laura Balbo und Thomas Abel: On Health and Modernity: Theoretical foundations of health promotion. Springer, 2007.
- mit Bernhard Bührlen (Hrsg.): Innovationssystem Gesundheit: Ziele und Nutzen von Gesundheitsinnovationen. Karlsruhe: Fraunhofer-Gesellschaft, 2008.
- Policy Innovation for Health. Springer, 2009.
- mit Kevin Buckett (Hrsg.): Implementing Health in All Policies. Adélaïde: 2010.
- mit Ellen Rosskam (Hrsg.): Negotiating and Navigating Global Health: Case Studies in Global Health Diplomacy. New Jersey: 2011.
- Jürgen Pelikan, Franklin Apfel, Agis Tsouros (Hrsg.): Health Literacy – the solid facts, World Health Organization Regional Office for Europe, Kopenhagen 2013
- mit Susanne Hartung: Die Gesundheitsgesellschaft, Bern 2014
- mit David Gleicher (Hrsg.): Smart Governance for Health and Wellbeing - the evidence, WHO Regional Office for Europe. Kopenhagen 2014
- Health in All Policies – a training manual. Genf, World Health Organization 2015
- mit Thea Emmerling und Michaela Told: The European Union as a global health actor, World Scientific, Singapur 2016
- mit Stephen A. Matlin: Pathways to Global Health: Case Studies in Global Health Diplomacy, Band 2, World Scientific, Singapur 2017
- mit Mihály Kökény (Hrsg.): Health diplomacy: European perspectives, WHO Regional Office for Europe, Kopenhagen 2017
- mit Vivan Lin (Hrsg.): Progressing the Sustainable Development Goals through Health in All Policies: Case studies from around the world, Government of South Australia and WHO. Adelaide 2017
- mit Jeff Sturchio und Louis Galmbos (Hrsg.): The Road to Universal Health Coverage: Innovation, Equity and the New Health Economy, Johns Hopkins Press. Baltimore 2018

### Artikel und Kapitel (Auswahl)
- Global health diplomacy: how foreign policy can influence health in British Medical Journal, Band 342: 2011.
- Global Health Diplomacy and Peace (mit Paulo Buss) in Infectious Disease Clinics of North America, 25(3): 2011, S. 601–610.
- mit Wolfgang Hein und Gaudenz Silberschmidt, Addressing global health governance challenges through a new mechanism: the proposal for a Committee C of the World Health Assembly, in: The Journal of Law, Medicine & Ethics, Herbst 2010, JLME 38.3.
- Moving Global Health Governance forward. Kapitel 15 in Buse et al, Making Sense of Global Health Governance: A Policy Perspective. Palgrave MacMillan, 2009.
- Global Health Diplomacy: the new recognition of health in foreign policy (mit Christian Erk). Kapitel 10 in: Andrew Clapham, Mary Robinson und Salome Hangartner (Hrsg.), Realizing the right to health. 2009.
- European Perspectives on Global Health: A Policy Glossary (mit Graham Lister und David Gleicher). Bruxelles: European Foundation Centre. Reworked and updated in 2009, http://www.globalhealtheurope.org
- In search of the public health paradigm for the 21st century: the political dimensions of public health, in: Portuguese Journal of Public Health. 25th Anniversary Supplement Issue: Current public health challenges. Lissabon, 2009, S. 11–19.
- Health Promotion (Mittelmark, Kickbusch, Rootman, Scriven et Tones) in H. K. Heggenhougen und S. R. Quah, S.R. (Hrsg.), International Encyclopedia of Public Health, Band 3. Oxford: Academic Press, 2008, S. 225–240
- Health Governance: The Health Society in Kickbusch, McQueen et al (Hrsg.), Health and Modernity: Theoretical Foundations of Health Promotion. Springer, 2007, S. 144–161.
- Health promotion – Not a tree but a rhizome in O’Neill, M. et al (Hrsg.), Health promotion in Canada: Critical perspectives. (2. Ausgabe). Toronto: 2007.
- Global health diplomacy: training across disciplines (mit Thomas E. Novotny, Nico Drager, Gaudenz Silberschmidt und Santiago Alcazar) in Bulletin of the World Health Organization, 85(12): 2007, S. 971–973.
- Global health diplomacy: the need for new perspectives, strategic approaches and skills in global health (mit Gaudenz Silberschmidt und Paulo Buss) in Bulletin of the World Health Organization, 85(3): 2007, S. 230–232.
- Health and Wellbeing in Marshall Marinker (Hrsg.), Constructive Conversations about Health. Radcliffe, 2006, S. 31–40.
- Health Literacy: Towards active health citizenship (mit Daniela Maag) in M. Sprenger (Hrsg.), Public health in Österreich und Europa. Festschrift Horst Noack. Graz: 2006, S. 151–158.
- Navigating Health: The Role of Health Literacy (mit Suzanne Wait und Daniela Maag). London, Alliance for Health and the Future, 2006.
- Perspectives in health promotion and population health in American Journal of Public Health, März 93(3): 2003, S. 383–388.
- Global Health Governance: some new theoretical considerations on the new political space. Kapitel in K. Lee (Hrsg.), Globalization and Health. London, Palgrave, 2003, S. 192–203
- Influence and opportunity: Observations on the US role in global public health in Health Affairs, 21(6): 2002, S. 131–141.
- Global influences and global responses: international health at the turn of the 21st century (mit Kent Buse). Kapitel in M. H. Merson, R. E. Black und A. J. Mills (Hrsg.), Handbook of International Public Health. Aspen Publishers, 2001, S. 701–737
- The development of international health policies: accountability intact?  in Social Science & Medicine, 51: 2000, S. 979–989. (Reprint in John Kirton (Hrsg.), Global Health, Library of Essays in Global Governance series. Ashgate, 2009.)
- Partnerships for health in the 21st century (mit Jonathan Quick) in World Statistics Quarterly, 51(1): 1998, S. 68–74
- Research for Health: Challenge for the Nineties (mit Kathryn Dean) in Shunichi Araki (Hrsg.), Behavioral Medicine: An integrated biobehavioral approach to health and illness. Amsterdam: Elsevier, 1992, S. 299–308.
- Self-care in Health Promotion in Social Science & Medicine, 29: 1989, S. 125–130.